# Duel de Veus
Duel de Veus és un programa de televisió en format de concurs musical d'À Punt. Presentat per Àlex Blanquer, el concurs cerca la millor veu del País Valencià. El jurat l'han format la cantant beniarresina Samantha, l'humorista suecà Eugeni Alemany i la cantant Sole Giménez. Per a la segona edició l'humorrista i presentador Pere Aznar qui substitueix el suecà Eugeni Alemany s'incorpora al jurat. A més, cada setmana s'hi incorpora un convidat especial que va rotant; alguns d'ells han estat Rosa López, Carolina Ferre, Carme Juan o Màxim Huerta.
El concurs té un format d'enfrontaments en què dos cantants de cada equip (blau i taronja) s'enfront en un duel musical. Eixos equips els formen diferents cantants amateurs d'arreu del País Valencià.
El programa té una forta presència a les xarxes socials, sobretot a Twitter, on ha esdevingut tendència en quatre programes.

## Primera edició (09/01/2021 - 03/04/2021)
L'equip blau el formen Guillem (Rossell), Ryma (Onda), Alícia (Marines), Carlos (Castelló de la Plana), Laura (Alacant), Ray (Burjassot) i Pablo (la Pobla de Farnals). L'equip taronja el formen Lucía, Nacho, Antoni (Carlet), Andrea (Crevillent), Domingo (València), Cèlia (Moncofa), Luis (Llíria), Lídia (Alacant) i Eduardo (Marines).
Presentat per Àlex Blanquer. El jurat el formen la cantant beniarresina Samantha, l'humorista suecà Eugeni Alemany i la cantant Sole Giménez. A més, cada setmana s'hi incorpora un convidat especial que va rotant; alguns d'ells han estat Rosa López, Carolina Ferre, Carme Juan o Màxim Huerta.
Guanyadora de l'edició: Laura Sánchez Delgado

## Segona edició (Càstings)
Els càstings per a la segona edició d'aquest talent show s'estan realitzant en aquestos moments.
El jurat el formen la cantant beniarresina Samantha, Sole Giménez i Pere Aznar. El talent show tornarà a estar presentat per Àlex Blanquer.